# Dominus (Band)
Dominus (lateinisch „Herr“) war eine dänische Death-Metal-Band aus Ringsted. Die Band existierte zwischen 1991 und 2001 und veröffentlichte vier Studioalben.

## Geschichte
Die Band wurde im Jahre 1991 vom Sänger und Gitarristen Michael Poulsen gegründet. Nachdem die Band mit dem Gitarristen Morton Saxtorph, dem Bassisten Butch Christensen und dem Schlagzeuger Jess Larsen komplett war, nahmen Dominus ihr erstes, selbstbetiteltes Demo auf. Mit Ambrosius Locus und Astaroth folgten in den nächsten zwei Jahren zwei weitere Demos. Über die griechische Plattenfirma Molon Lave erschien 1993 die Single Sidereal Path of Colours. Schließlich wurden Dominus von Progress Records unter Vertrag genommen.
Im März 1995 erschien mit View to the Dim das Debütalbum der Band. Nach mehreren Besetzungswechseln folgte ein Jahr später das zweite Album The First Nine, auf dem die Band ihren Death-Metal-Sound mit Elementen des Rock ’n’ Roll verband. 1997 folgte bereits das dritte Album Vol.Beat, welches über das Label Diehard erschien. Musikalisch wurden die Einflüsse der Rockmusik der 1950er Jahre noch stärker in den Vordergrund gestellt. Nach einer längeren Pause und weiteren Änderungen in der Bandbesetzung erschien 2000 mit Godfallos schließlich das letzte Album der Band.
Obwohl Dominus für ihr letztes Album gute Kritiken erhielten, löste Michael Poulsen die Band auf, da er der Death-Metal-Szene und den Mitarbeitern der Plattenfirma Diehard überdrüssig war. Poulsen gründete daraufhin die Band Volbeat, die Ende der 2000er Jahre zu einer der erfolgreichsten dänischen Rockbands avancierten. Anders Nielsen – der mittlerweile den Namen Anders Kjølholm trägt – war bis 2015 ebenfalls bei Volbeat aktiv. Franz Gottschalk war zwischen 2002 und 2006 bei Volbeat aktiv, bevor er die Band verlassen musste. Er schloss sich später der Band Illdisposed an. Die anderen Musiker traten nicht mehr in Erscheinung.

## Diskografie
- 1991: Dominus (Demo)
- 1992: Ambrosius Locus (Demo)
- 1993: Astaroth (Demo)
- 1993: Sidereal Path of Colours (EP)
- 1994: View to the Dim (Album)
- 1996: The First 9 (Album)
- 1997: Vol.Beat (Album)
- 2000: Godfallos (Album)